# Хомичи (Дятловский район)
Хоми́чи (бел. Хамічы) — деревня в Козловщинском сельсовете Дятловского района Гродненской области Белоруссии. Согласно переписи населения 2009 года в Хомичах проживало 11 человек. Площадь сельского населённого пункта составляет 49,86 га, протяжённость границ — 4,51 км.

## Этимология
Название деревни образовано от имени Фома (старинное белорусское Хома).

## География
Хомичи расположены в 23 км к юго-западу от Дятлово, 168 км от Гродно, 32 км от железнодорожной станции Слоним.

## История
В 1880 году Хомичи — деревня в Козловской волости Слонимского уезда Гродненской губернии (72 жителя). По переписи населения 1897 года в Хомичах имелось 19 домов, проживало 154 человека. В 1905 году численность населения деревни составила также 154 жителя.
В 1921—1939 годах Хомичи находились в составе межвоенной Польской Республики. В этот период деревня относилась к сельской гмине Козловщина Слонимского повята Новогрудского воеводства. В сентябре 1939 года Хомичи вошли в состав БССР.
В 1996 году Хомичи входили в состав Денисовского сельсовета и колхоза «Слава труду». В деревне насчитывалось 30 хозяйств, проживало 54 человека.
30 декабря 2003 года Хомичи были переданы из упразднённого Денисовского сельсовета в Козловщинский поселковый совет.
26 декабря 2013 года деревня вместе с другими населёнными пунктами, ранее входившими в состав Козловщинского поссовета, была включена в новообразованный Козловщинский сельсовет.